# فرانچسکو برناردی (نقاش)
فرانچسکو برناردی ، معروف به بیگولارو (شکوفایی نیمه اول قرن ۱۷) نقاش ایتالیایی اوایل دوره باروک بود. وی اهل ورونا بود ، وی شاگرد دومنیکو فتی بود و موضوعات تاریخی را نقاشی می کرد.